# MV (mozdony)
Az MV vagyis  motoros vontató, más néven MIB kuli, vagy egyszerűen csak kuli a Magyarországon valaha sorozatban gyártott legkisebb méretű (kisvasúti) motormozdony.

## A gyártó
A vontatót az ÉM. Építőanyagipari Gépjavító Vállalat készítette a kisebb vontatási igényű iparvasutak számára. A járművet az 1950-es évek végén fejlesztették ki, és az 1958-as Budapesti Ipari Vásáron mutatták be. Az első gyári leírások, amik még kevés üzemi tapasztalatról írnak, 1959-ből valók. A ma üzemben lévő járművek többsége az 1960-as évekből származik. A mozdony szerkezetén megfigyelhető a lehető maximális leegyszerűsítettség (és mert a gyártó alapvetően nem vasúti járművekkel foglalkozott) a vasúti járművek szerkezeti felépítettségétől való alapvető eltérés. Ilyen például a gömbcsuklós tengely, a hang és fényjelzés hiánya. A vontató ennek ellenére bevált, és 2010-ig több példány közlekedett a hazai keskeny nyomközű iparvasutakon.

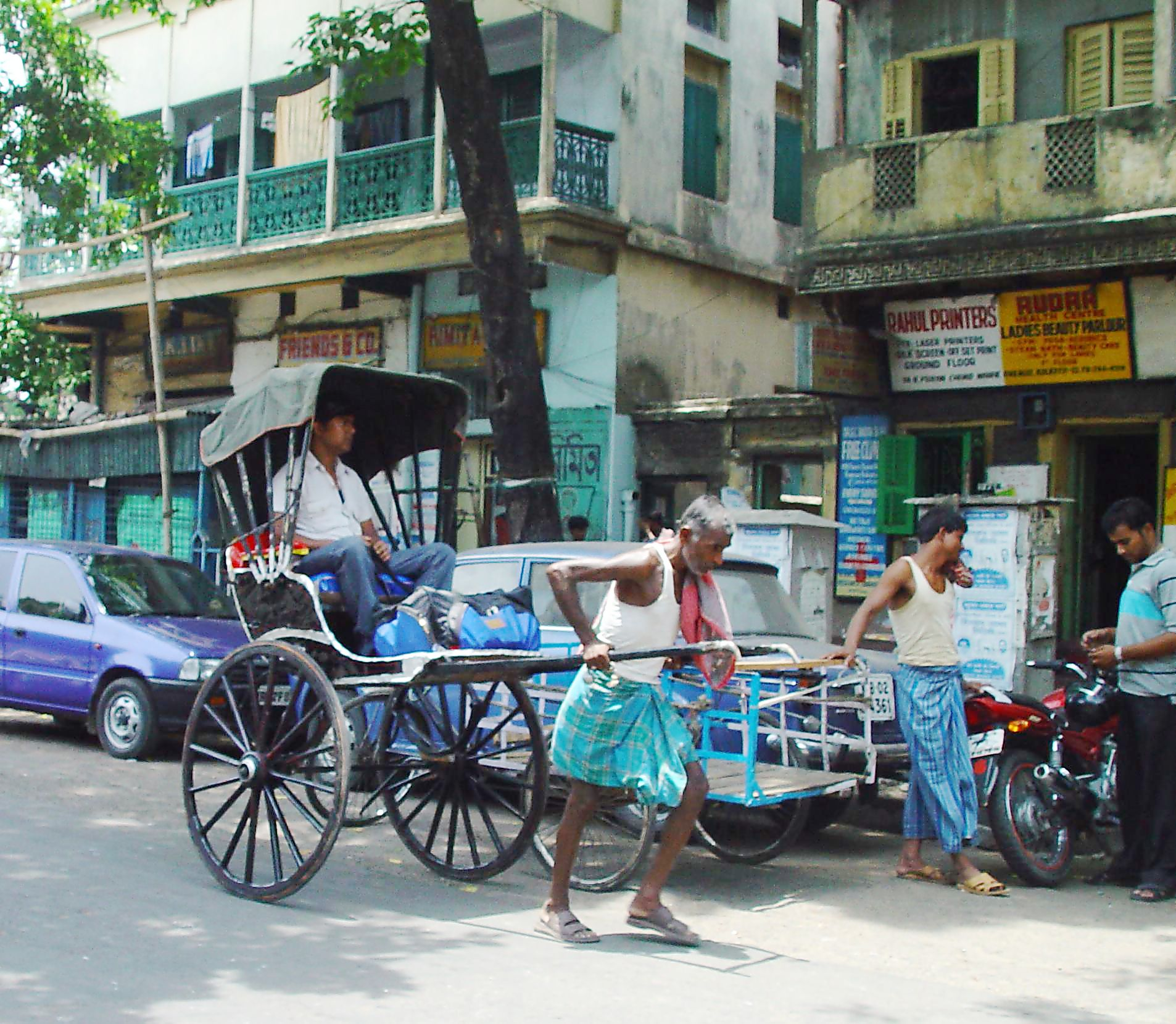
Riksát húzó kuli Kalkuttában

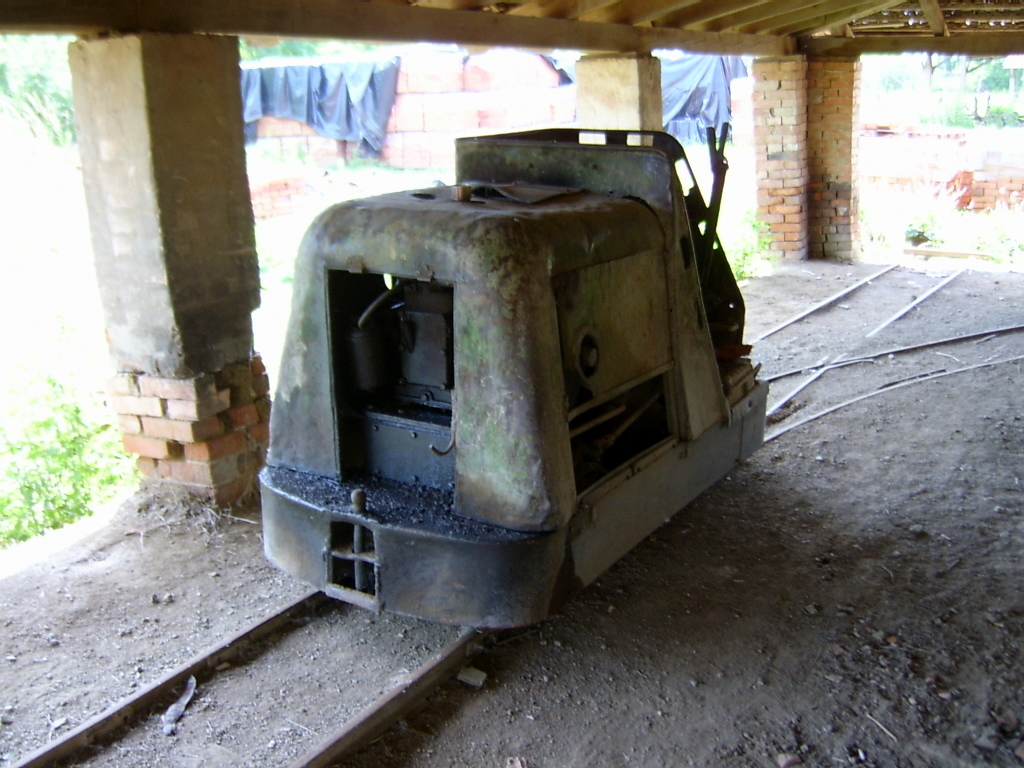
Kuli a Békési Téglagyárban

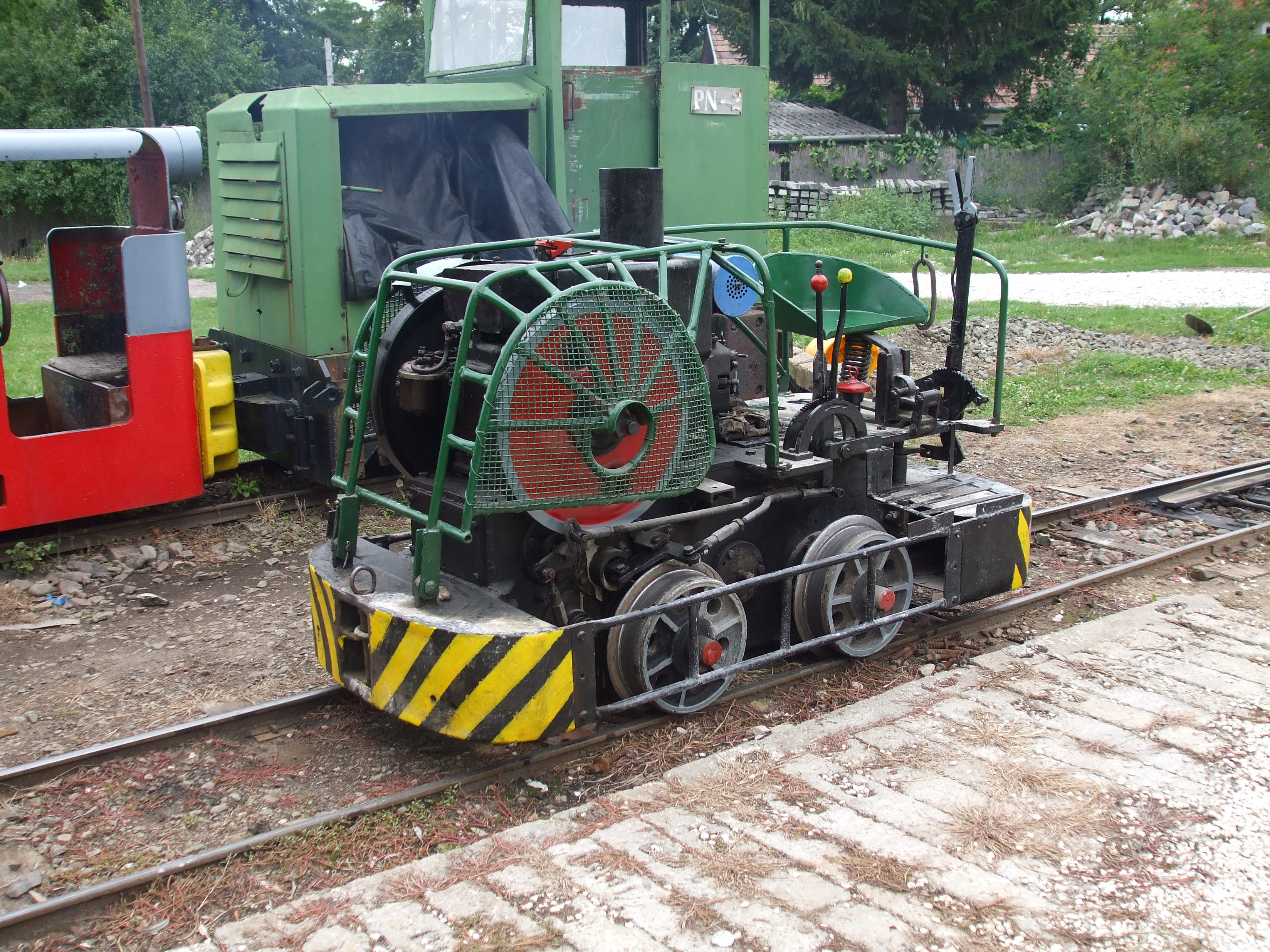
A Kemencei Erdei Múzeumvasút Szentesi Téglagyárból származó átalakított burkolatú motoros vontatója

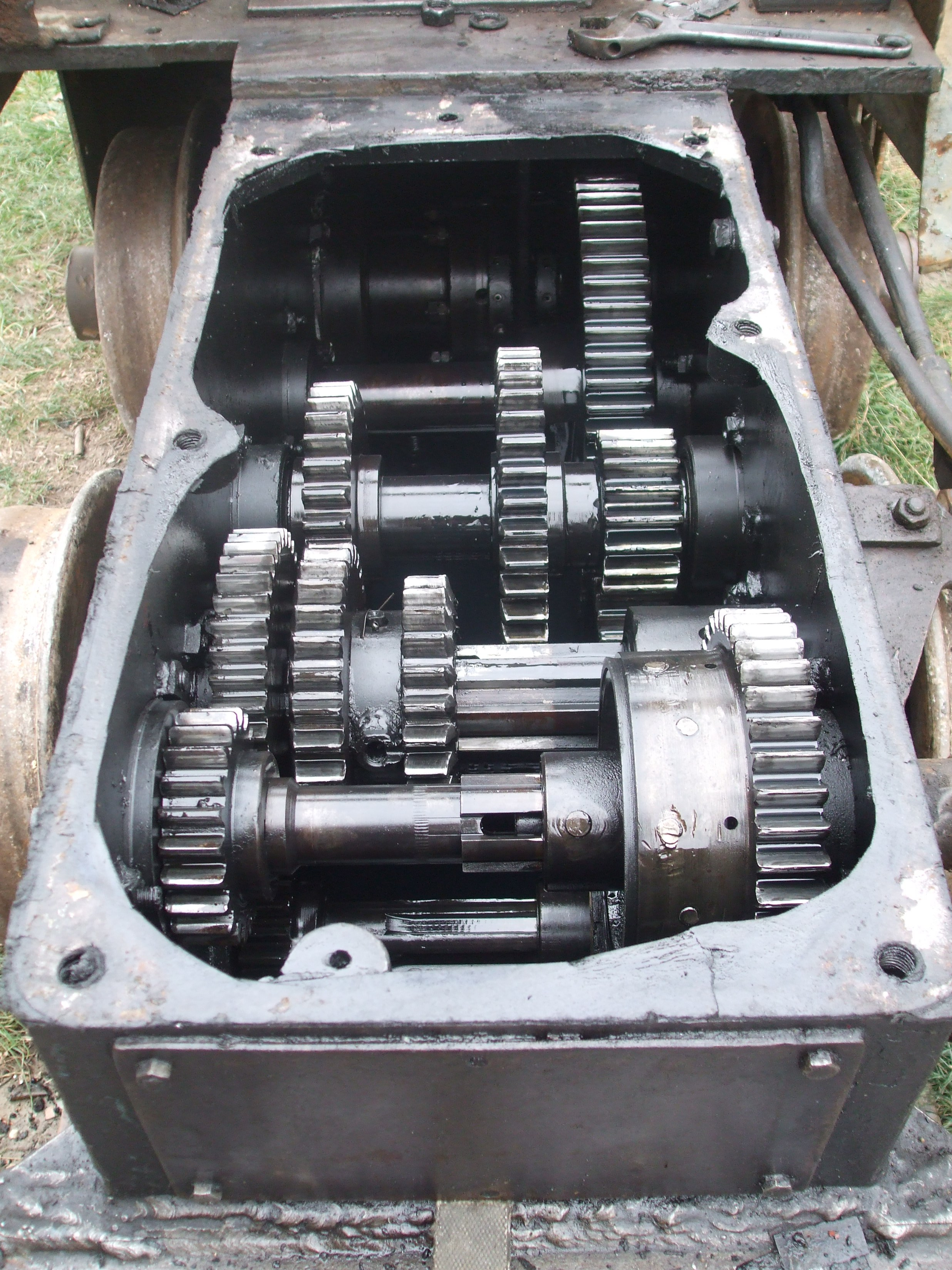
A mozdony mechanikus erőátviteli rendszere

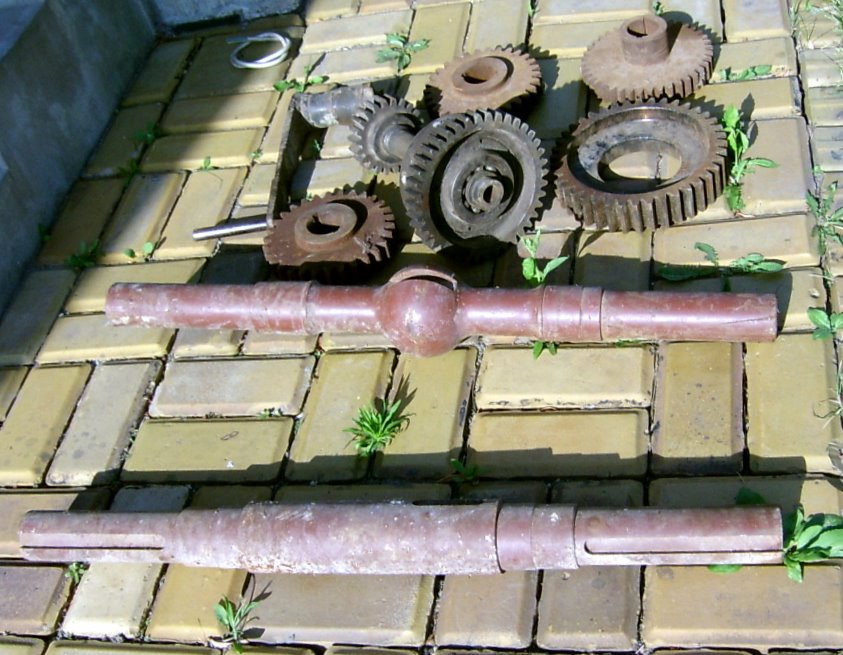
Motoros vontatóhoz tartozó gyári új tengelypár, felújított tengelykapcsoló, fogaskerekek és kézi forgattyú

## A név
A típus gyári kódjele MV, azaz motoros vontató, ennek ellenére a legtöbb gyárban egyszerűen kulinak, vagy MIB kulinak nevezték. A név jól tükrözi a mozdony jellegét. A gyártók egy üzembiztos járművet akartak előállítani, ami egyszerű, igénytelen, és jól megállja helyét a mostoha ipari körülmények között is. Érthető tehát, hogy miért hasonlították az indiai riksákat húzó személyhez.

## A vontató szerkezeti felépítése

### A motor
A mozdony dízel- és benzinmotoros változatban egyaránt létezett, ma már csak dízel motorral szerelt járművek maradtak fent. A két motortípus a Prés- és Kovácsoltárugyár egy hengeres, 8 LE teljesítményű (eredetileg stabil) motorjának a benzines, illetve dízeles változatai. A dízeles változat jelölése: MIB DIESEL. A motor 4 ütemű, egyhengeres, közvetlen befecskendezésű, dugattyúkamrás, fekvő elrendezésű Diesel-motor, párologtató hűtéssel. A motor indítása kéziforgattyúval (kurbli) történik.
| Hengerek száma:                                         | 1              |
| Hengerfurat átmérő                                      | 115 mm         |
| Lökethossz                                              | 140 mm         |
| Lökettérfogat:                                          | 1460 cm³       |
| Kompresszióviszony:                                     | 1:14           |
| Fordulatszám:                                           | 890 1/perc     |
| Teljesítmény:                                           | 8 LE           |
| Maximális nyomaték:                                     | 7,3 mkg        |
| A normális, tényleges teljesítményhez tartozó nyomaték: | 7,1 mkg        |
| Literteljesítmény:                                      | 5,5 LE/liter   |
| Üzemanyagfogyasztás:                                    | 195 g/LEh      |
| Kenőolajfogyasztás:                                     | 3 g/LEh        |
| Hűtővízfogyasztás:                                      | 0,7 l/LEh      |
| Előbefecskendezési szög:                                | 28°            |
| Befecskendezési nyomás:                                 | 120–130 kg/cm² |

### Erőátviteli rendszer
Az erőátviteli rendszer teljes egészében mechanikus. A teljesen zárt hajtóműszekrényen elhelyezett MIB-DIESEL rendszerű meghajtómotor forgatónyomatékát homlokfogaskerék-rendszer közvetítésével viszi a futóművekre. A motor forgattyútengelye dörzsbetétes irányváltón át hajtja a kétfokozatú, fogaskerekes sebességváltót. Az irányváltó beállítása szerint a sebességváltó előre vagy hátra kapja a meghajtást. A két fokozatú sebességváltó a kerékpárokat többszörös homlokkerék-áttétel után hajtja meg. A sebességváltó eredetileg kézikerékkel, az irányváltó pedig karral volt kezelhető. Ma már majdnem az összes darabot átépítették. Ezeknél már az irányváltó és a sebességváltó egyaránt karral kezelhető. A hajtómű háza egyben a jármű főkereteként is szolgál.
| Fokozat | Sebesség (km/h) | Vonóerő (kg) |
| ------- | --------------- | ------------ |
| 1       | 6               | 250          |
| 2       | 9               | (nem ismert) |

### Tengelyek
A jármű tengelyei oldalanként 1-1 egysoros mélyhornyú golyóscsapággyal vannak rögzítve. A tengelyekre az acélöntésű kerekeket ékeléssel rögzítették. A vontató rugózás nélkül támaszkodik rájuk. Az egyenlő kerékterhelés érdekében, illetve a rossz minőségű, fekszinthibás pályán való biztonságos haladás biztosítására a hátsó tengely gömbcsuklós kivitelű. Ezzel biztosított a kerekek állandó felfekvése.
A motoros vontató nyomtávolsága 500-tól 760 mm-es nyomtávolságig házilag állítható.

### Fék
A kézifék külsőpofás dobfék. A hátsó tengelyre szerelt fékdobra kívülről ható fékpofákat rudazat működteti, amit a vezetőállásról emeltyű segítségével lehet működtetni.

### A főkeret
A jármű egyszerűségét legjobban a főkeret jellemzi, ami nem más mint a jármű hajtóműve. Ezen a hajtóművön található a motor, a vezetőállás, meghosszabbított tengelyein pedig a kerekek.
A főkeret szekrénytartós, hegesztett kivitelű.

### Motorház, vezetőállás
A felépítményt és a motort lekerekített sarkú, tetszetősen kiképzett lemezburkolat védi a külső behatások (por, víz) ellen. Nagyjavítás esetén az egész burkolat néhány csavar megoldása után eltávolítható. A motor üzem közbeni ellenőrzése, vagy beállítása céljából a burkolat eleje felnyitható. A főkeretként szolgáló hajtómű mellső és hátsó részére ütköző van szerelve. Az össze- és szétkapcsolás vonócsapszegek segítségével végezhető el.
A vezetőállás olyan kialakítású, hogy abból a vezető előre és hátra is, testhelyzetének változtatása nélkül figyelheti a pályát, illetve a vontatott szerelvényt. A lemezből készült vezetőülésből a mozdony kezelőszervei (az irányváltó, a sebességváltó, a töltésszabályzó és a kézifék) kényelmesen elérhetők.

## Leggyakoribb átépítések

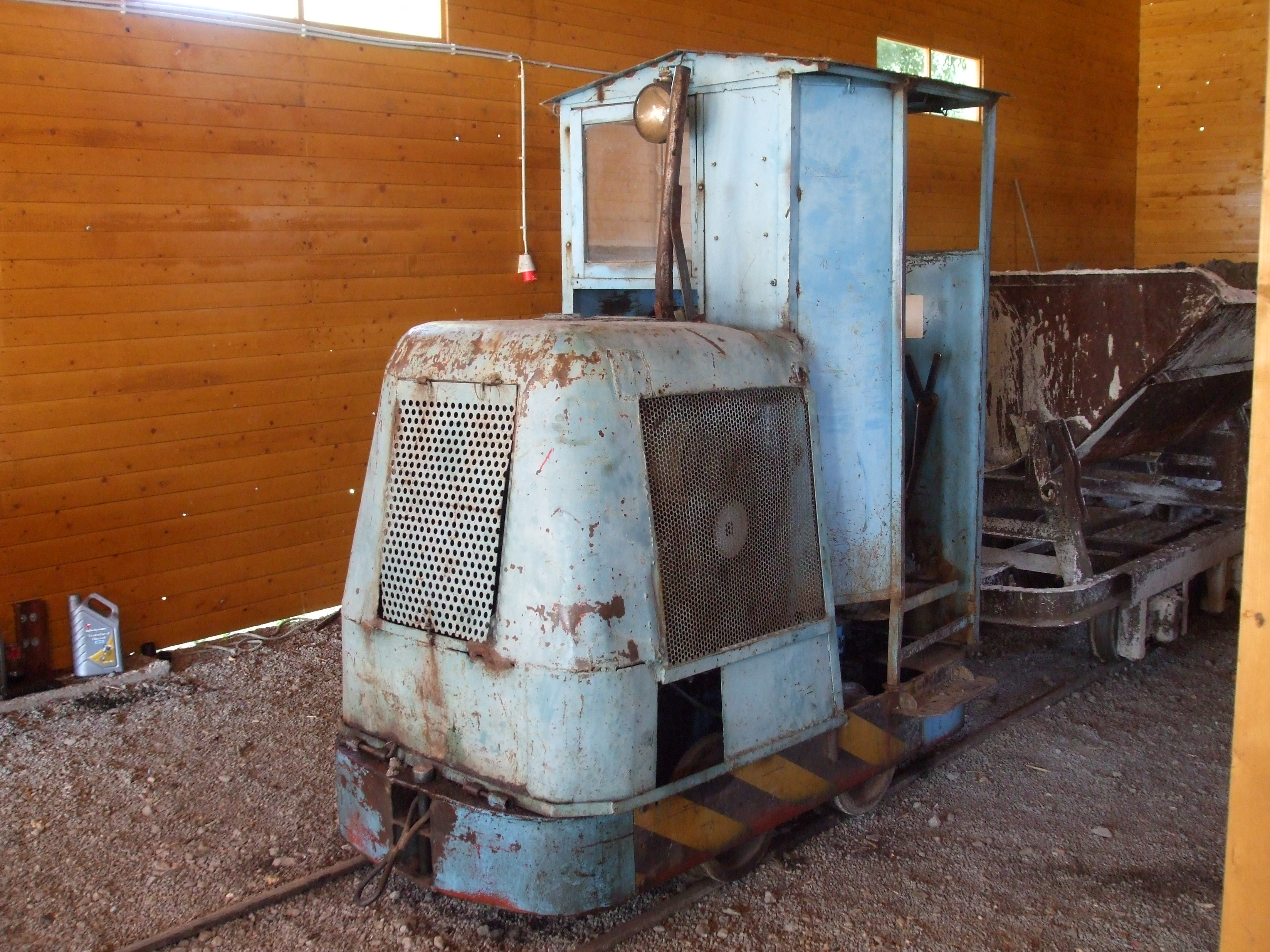
A Hortobágyi Kisvasút Slavia motoros kulija házilag gyártott vezetőfülkével

A mozdonyok közül szinte mindegyik példány kerekes sebességváltóját átalakították a karral kezelhető változatra. Egyes példányok motorját 2 hengeres Slavia motorra cserélték ki. Ilyen kuli található Kemencén, és a Hortobágyi Kisvasúton is. A téglagyárakban több vontató burkolatát átalakították, illetve végleg eltávolították.

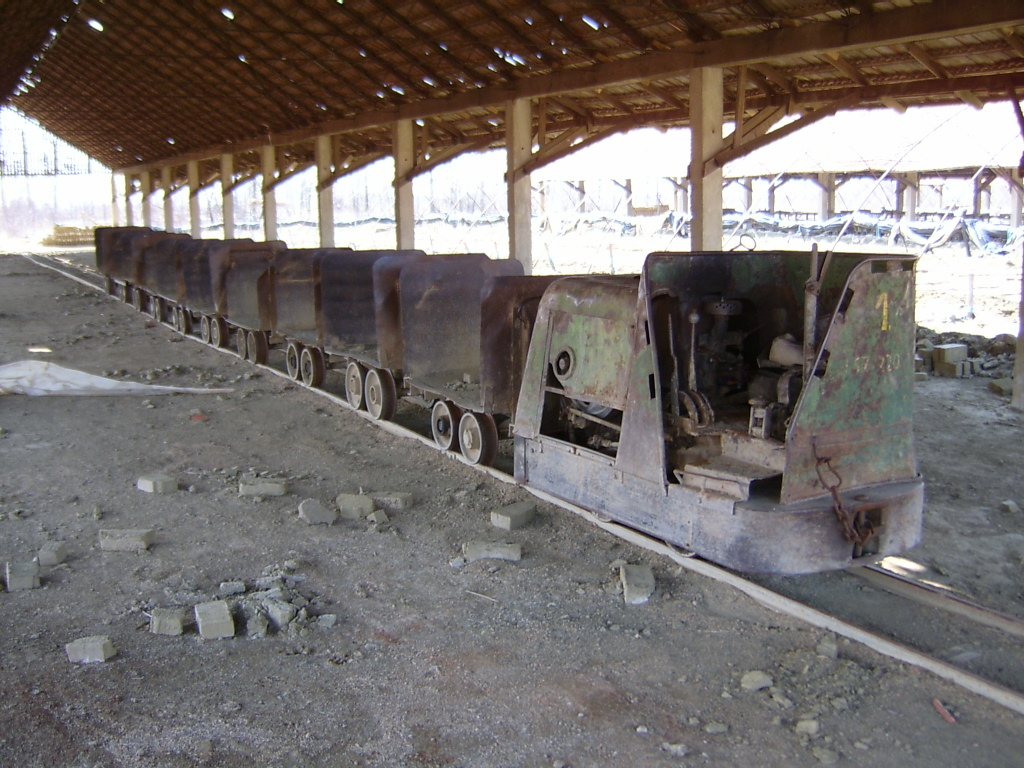
Kuli és szerelvénye a Békési Téglagyárban, 2005

A tiszafüredi téglagyár négy MV típusú mozdonyát BL-12 motorral szerelték fel, lehajtásuk fogaskerék helyett lánccal, illetve ékszíjjal történik.

## A járművek alkalmazása
A vontatót keskeny nyomtávolságú iparvasutakon alkalmazták. Ilyen üzemek a téglagyárak, nyíltszíni bányák, mezőgazdasági üzemek, nagyobb építkezések stb.
Leginkább a téglagyárakban terjedtek el, a 2000-es évek közepéig üzemelő darabok főleg ilyen helyeken közlekedtek.

## Napjainkban
Mára egyetlen MIB kulit sem használnak téglagyárakban. A Kemencei Erdei Múzeumvasúton, illetve magán gyűjteményekben több példány is található a típusból. A békéscsabai Alföldi Kerti Gazdasági Vasutak kötelékében 7 ilyen jármű is megtalálható.

## Lásd még
- Téglagyári vasút
- SD–9
- Alföldi Kerti Gazdasági Vasutak